# Султан Аліф II
Султан Аліф II (*д/н — 1668) — 7-й раджа-алам Пагаруюнга у 1636—1668 роках. Відомий також як Султан Аліф Халіфатуллахі Індрамасіях.

## Життєпис
Син Султана Пасамбахана. Посів трон 1636 року. Але на той час держава фактично розпалася на три частини, де в інших панували самостійно раджа-адат і раджа-ібадат. Також відкололися усі залежні племена та вождівства. Крім того, Пагаруюнг знову перебував у залежності від султанату Ачех.
До 1641 року зумів об'єднати державу, позбавивши радж-адат і радж-ібадата значної частки влади та більшості володінь. Перший став контролювати судову гілку, а другий слідкував за дотримуванням норм ісламу та зберіг землі в регіоні Мінанг (бухта Куантан та її околиці) та контроль за золотими копальнями.
За цим Султан Аліф II розпочав політику на відновлення володінь та самостійності Пагаруюнга. В цьому став орієнтуватися на союз з Голландською Ост-Індською компанією, що була супротивником Ачеху. 1663 року долучився до антиачеської коаліції на чолі із Компанією. 1664 року військам султанши Тадж уль-Алам було завдано поразки, внаслідок чого Султан Аліф II відновив незалежність Пагаруюнга та повернув втрачені раніше землі.
Також активно сприяв ісламізації населення, запросивши  численних улемі та різних шановних хаджі з навколишніх султанатів. Відбувається зміна правової системи та управління під впливом ісламу. Посада першого міністра стала називатися датук-нан-сапулуах, що опікувався цивільним  управлінням та контролем над нагарі (напівавтономних громадах).
Помер близько 1668 року. Йому спадкував Ахмадсіях.